# Kristjan Čujec
Kristjan Čujec (San Pietro-Vertoiba, 30 novembre 1988) è un ex giocatore di calcio a 5 sloveno.

## Carriera

### Club
Utilizzato prevalentemente come laterale offensivo o pivot, Čujec iniziò a giocare nel Puntar con cui vinse i primi titoli nazionali.
Dopo una breve parentesi nella Primera División spagnola, nella quale fu il primo calcettista sloveno a debuttare, nell'estate del 2012 si trasferì al PesaroFano con cui realizzò 25 reti nella Serie A2 italiana. L'anno seguente rimase nella medesima categoria, accordandosi con la New Team, in cui militava il connazionale Rok Mordej. Il 10 marzo 2014 passò in prestito agli azeri dell'Araz Naxçıvan per disputare la final four della Coppa UEFA. Terminato il prestito rientrò in Italia, trasferendosi all'Asti. Con la compagine neroarancio vincerà una Coppa Italia e una Winter Cup. Il 20 luglio 2015 Čujec si accordò con la Luparense in cui però rimase solamente per alcuni mesi, trasferendosi nel dicembre dello stesso anno ai croati del Nacional Zagabria. Dopo aver vinto due campionati croati e una coppa, nell'estate del 2017 Čujec ritornò a giocare nel campionato sloveno accordandosi con il Dobovec, con cui raccolse il maggior numero di trofei della sua carriera. Ha concluso la carriera nel Kobarid nella stagione 2023-24.

### Nazionale
Già capitano della Slovenia Under-21, con cui disputò il campionato europeo di categoria, in cui fu eliminata al primo turno, Čujec debuttò giovanissimo anche nella nazionale maggiore con cui disputò sei campionati europei. Le prestazioni fornite dal giocatore durante l'edizione 2014 gli valsero l'inserimento nella formazione ideale del torneo stilata dal gruppo tecnico della UEFA.

## Palmarès
- Campionato sloveno: 7

Puntar: 2006-07, 2008-09
Dobovec: 2017-18, 2018-19, 2020-21, 2021-22, 2022-23
- Coppa di Slovenia: 7

Puntar: 2006-07, 2007-08
Dobovec: 2017-18, 2018-19, 2019-20, 2020-21, 2021-22, 2022-23
- Coppa Italia: 1

Asti: 2014-15
- Winter Cup: 1

Asti: 2014-15
- Campionato croato: 2

Nacional Zagabria: 2015-16, 2016-17
- Coppa di Croazia: 1

Nacional Zagabria: 2016-17